# Miguel Palencia
Miguel Palencia Calvo (ur. 2 stycznia 1984 w Madrycie) – hiszpański piłkarz, grający na pozycji prawego obrońcy w Concordii Elbląg. Mistrz Europy do lat 16.

## Kariera

### Real Madryt
Juniorską karierę rozpoczął w wieku 10 lat, kiedy zapisał się do jednej z młodzieżowych sekcji Realu Madryt. Profesjonalną karierę zaczął w trzeciej drużynie Realu Madryt. Potem został zawodnikiem Castilli, gdzie grał do 2007 roku. Z powodu kontuzji Salgado w 2005 roku został powołany do pierwszej drużyny. Zagrał dla niej w 2 meczach.

### Dalsza kariera
Jego dalsza kariera to gra w pomniejszych klubach. Grał m.in. w Mouscron, rezerwach Getafe CF i w Orihueli.
W styczniu 2014 został zawodnikiem Concordii Elbląg.